# 勒桑德尔
勒桑德尔（法語：Le Cendre，法語發音：[lə sɑ̃dʁ]）是法国多姆山省的一个市镇，位于该省中部，属于克莱蒙费朗区。

## 地理
勒桑德尔（45°43'21"N, 3°11'14"E）面积4.23 平方千米，位于法国奥弗涅-罗讷-阿尔卑斯大区多姆山省，该省份为法国中南部省份，北起阿列省接壤，东临卢瓦尔省，南至上盧瓦爾省和康塔爾省，西接科雷兹省和克勒兹省。
与勒桑德尔接壤的市镇（或旧市镇、城区）包括：奥弗涅地区库尔农、莱马特尔德韦尔、奥尔塞、拉罗什努瓦尔。

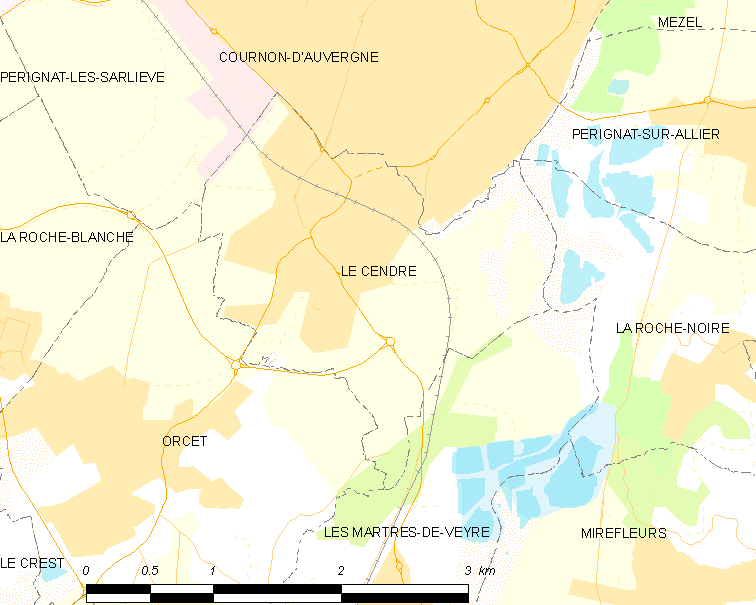
勒桑德尔的OSM定位图

勒桑德尔的时区为UTC+01:00、UTC+02:00（夏令时）。

## 行政
勒桑德尔的邮政编码为63670，INSEE市镇编码为63069。

## 政治
勒桑德尔所属的省级选区为奥弗涅地区库尔农县。

## 人口

1962-2008年间勒桑德尔人口变化图示

勒桑德尔于2022年1月1日时的人口数量为5455人。